# Pristimantis orestes
Pristimantis orestes är en groddjursart som först beskrevs av Lynch 1979.  Pristimantis orestes ingår i släktet Pristimantis och familjen Strabomantidae. IUCN kategoriserar arten globalt som starkt hotad. Inga underarter finns listade i Catalogue of Life.